# Armand De Ceuninck

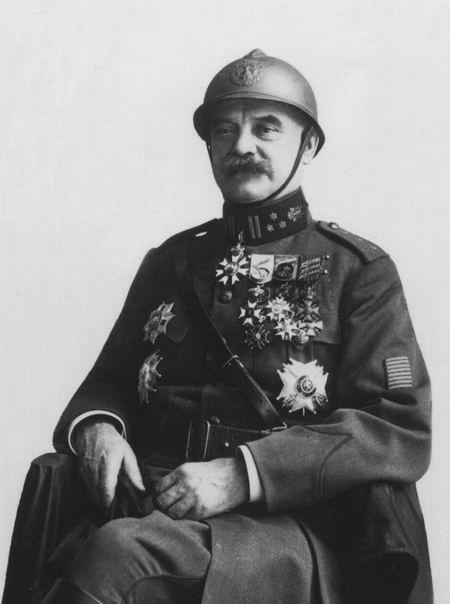
Armand De Ceuninck

Baron Armand Léopold Théodore De Ceuninck (* 27. Mai 1858 in Mechelen, Provinz Antwerpen; † 12. April 1935 in Brüssel) war ein belgischer Generalleutnant, der unter anderem zwischen 1917 und 1918 Kriegsminister war.

## Leben
Armand De Ceuninck, Sohn des Artillerie-Unteroffiziers Charles De Ceuninck und dessen Ehefrau Marie-Sophie Van Hecke, begann 1871 als Kadett seine militärische Ausbildung und wurde nach deren Abschluss 1874 in die Artillerie übernommen. Nach dem Besuch der Königlichen Militärakademie in Brüssel fand er zahlreiche Verwendungen als Offizier und Stabsoffizier im Heer, wo er 1880 zum Leutnant sowie 1893 zum Hauptmann befördert wurde. Er war zwischen 1912 und 1914 als Oberst Sektionschef im Generalstab des Heeres und wurde bei Ausbruch des Ersten Weltkrieges 1914 Kommandeur der 18. Gemischten Brigade.
Am 5. Januar 1915 wurde De Ceuninck als Nachfolger von Generalleutnant Albert Lantonnois van Rode Kommandeur der 5. Heeresdivision und verblieb auf diesem Posten bis zum 4. August 1917, woraufhin Generalleutnant Aloïs Biebuyck seine Nachfolge antrat. Er selbst übernahm daraufhin von Charles de Broqueville das Amt des Kriegsminister in der zweiten Regierung von Premierminister Charles de Broqueville und bekleidete dieses Amt auch in der nachfolgenden Regierung von Premierminister Gerhard Cooreman bis zum 21. November 1918. Im Anschluss löste er 1918 Generalleutnant Augustin Édouard Michel du Faing d’Aigremont als Kommandeur der 4. Heeresdivision ab und verblieb auf diesem Posten bis 1920.
1925 wurde Armand De Ceuninck als Baron in den erblichen Adelsstand erhoben. Für seine langjährigen Verdienste wurde er des Weiteren mit dem Großkreuz mit Palme des Leopoldsorden ausgezeichnet. Er war ferner Großoffizier mit Palme des Kronenorden und erhielt zudem das Kriegskreuz 1914–1918 mit Palmen, die Eiserne Medaille, das Feuerkreuz, die Erinnerungsmedaille für den Feldzug 1914–1918, die Siegesmedaille, das Militärkreuz Erster Klasse, die Regierungsmedaille von König Leopold II. sowie die Erinnerungsmedaille zur 100-jährigen Gründung von Belgien.
1888 heiratete De Ceuninck in erster Ehe Palmyre Delhaye, die 1909 verstarb. Aus dieser Ehe gingen drei Söhne hervor. 1920 heiratete er in zweiter Ehe Hélène de Coppin de Falaën, mit der er bis zu seinem Tode 1935 verheiratet war.